# Уильямстаун (Вермонт)
Уильямстаун — город в округе Ориндж, штат Вермонт, США
С городом Уильямстаун связаны имена изобретателя Томаса Дэвенпорта (1802—1851) и сенатора Илия Пейна (1757—1842).

## География
Город имеет общую площадь 104,5 км² из которых 104,1 км² земли и 0,4 км² водная поверхность.
Парк штата Эйнсворт (англ. Ainsworth) занимающий 3,7 км², расположенный в Уильямстауне, обеспечивает туризм, охоту и пешие прогулки.

## Демография
По данным переписи населения США на 2000 год численность населения составляла 3225 человек, насчитывалось 1248 домашних хозяйств и 889 живущих в городе семей. Плотность населения 31 человек на км², плотность размещения домов — 12,7 на км². Расовый состав: 98,33 % белые, 0,12 % азиаты, 0,06 % чернокожие, 0,28 % коренных американцев, 0 % гавайцев или выходцев с островов Океании, 0,25 % другие расы, 0,96 % потомки двух и более рас.
По состоянию на 2000 год медианный доход на одно домашнее хозяйство в городе составлял $38929, доход на семью $45859. У мужчин средний доход $29653, а у женщин $22378. Средний доход на душу населения $17720. 5,9 % семей или 8 % населения находились ниже порога бедности, в том числе 10,9 % молодёжи младше 18 лет и 2,9 % взрослых в возрасте старше 65 лет.